# Шитт, Эрнст Фёдорович
Эрнст Фёдорович (Эрнест-Август Фридрихович) Шитт (Шютт) (нем. Schütt; 18 [30] января 1864, Санкт-Петербург — 12 [25] декабря 1907) — русский архитектор.

## Биография

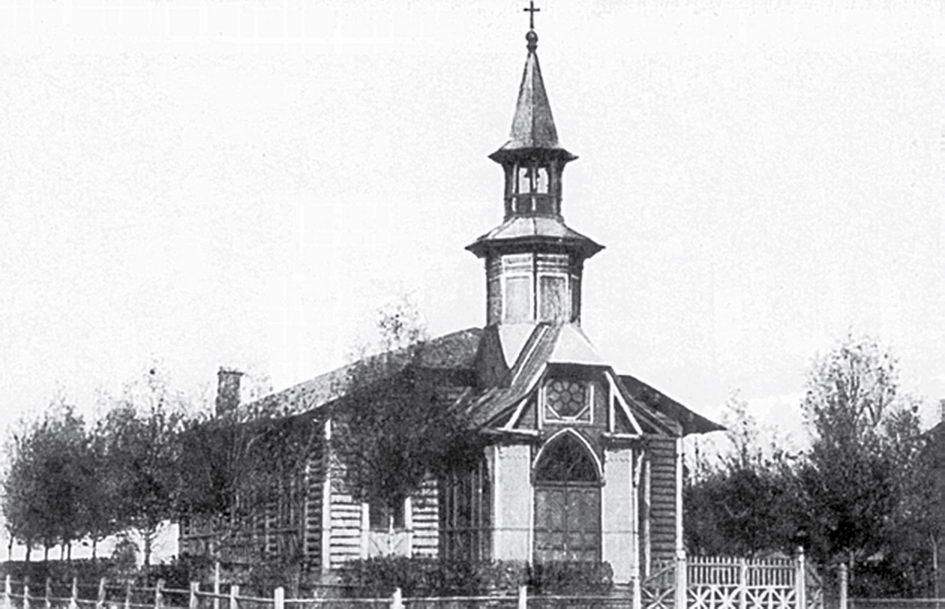
Кирха Святой Марии в Лахте (1904)

Родился в 1864 году в Петербурге. Первоначальное образование получил в Коммерческом училище. В 1884 году поступил в Академию художеств, которую окончил в 1889 году. Во время обучения получил медали: малая поощрительная (1886); малая серебряная (1888); большая и малая серебряные (1889). В 1893 году получил звание классного художника 3 степени.
Практическая деятельность началась под руководством гражданского инженера Николя при постройке здания петербургской консерватории. Затем он работал у архитектора В. А. Шрётера (постройка Пироговского музея, перестройка Мариинского театра). Самостоятельная практика началась при возведении зданий Московско-Виндаво-Рыбинской железной дороги.
Занимал должность архитектора церкви Святого Петра и домов при ней. Действительный член Петербургского общества архитекторов, член Петербургского общества велосипедистов-любителей.
Изучив за границей способы светокопирования, в особенности копирование технических чертежей с помощью разных сортов светочувствительной бумаги, в 1899 году открыл собственное ателье технической светографии по адресу Измайловский проспект, 7. Личный почётный гражданин (1900).
Проживал в Петербурге по адресам: Усачёв переулок, 3 (до 1900); Могилёвская улица, 19 (1901—1902); Малая Конюшенная улица, 5 (1903—1907).
Умер 12 (25) декабря 1907 года, похоронен на Волковском лютеранском кладбище в Петербурге.

## Проекты и постройки
- Кирха Святой Марии в Лахте (1904; не сохранилась)[15];
- Здание приюта и школы при лютеранской церкви. Лахтинский проспект, 64 (1906; не сохранилось)[16];
- Здания Московско-Виндаво-Рыбинской железной дороги (1900-е).